# Itutinga
Itutinga es un municipio brasileño del estado de Minas Gerais.

## Geografía
Se encuentra en la Región Geográfica Inmediata de Lavras y está situado a unos 260 km al sur de la capital de Minas Gerais. Ocupa una superficie de 372.508 km², de los cuales 0,3 km² están en perímetro urbano, y su población en 2018 era de 3.809 habitantes. La sede tiene una temperatura media anual de 19.3 °C y en la vegetación original del municipio predomina la Mata Atlántica. Con el 70% de la población viviendo en el área urbana, la ciudad tenía, en 2009, dos instalaciones de salud. Su Índice de Desarrollo Humano (IDH) es de 0.727, clasificado como alto en relación con el estado.

## Circunscripción eclesiástica
La parroquia local pertenece a la diócesis de São João del-Rei.